# Jacob Presser
Jacques Presser, noto anche come Jacob Presser (Amsterdam, 24 febbraio 1899 – Amsterdam, 30 aprile 1970), è stato uno storico, scrittore e docente olandese.

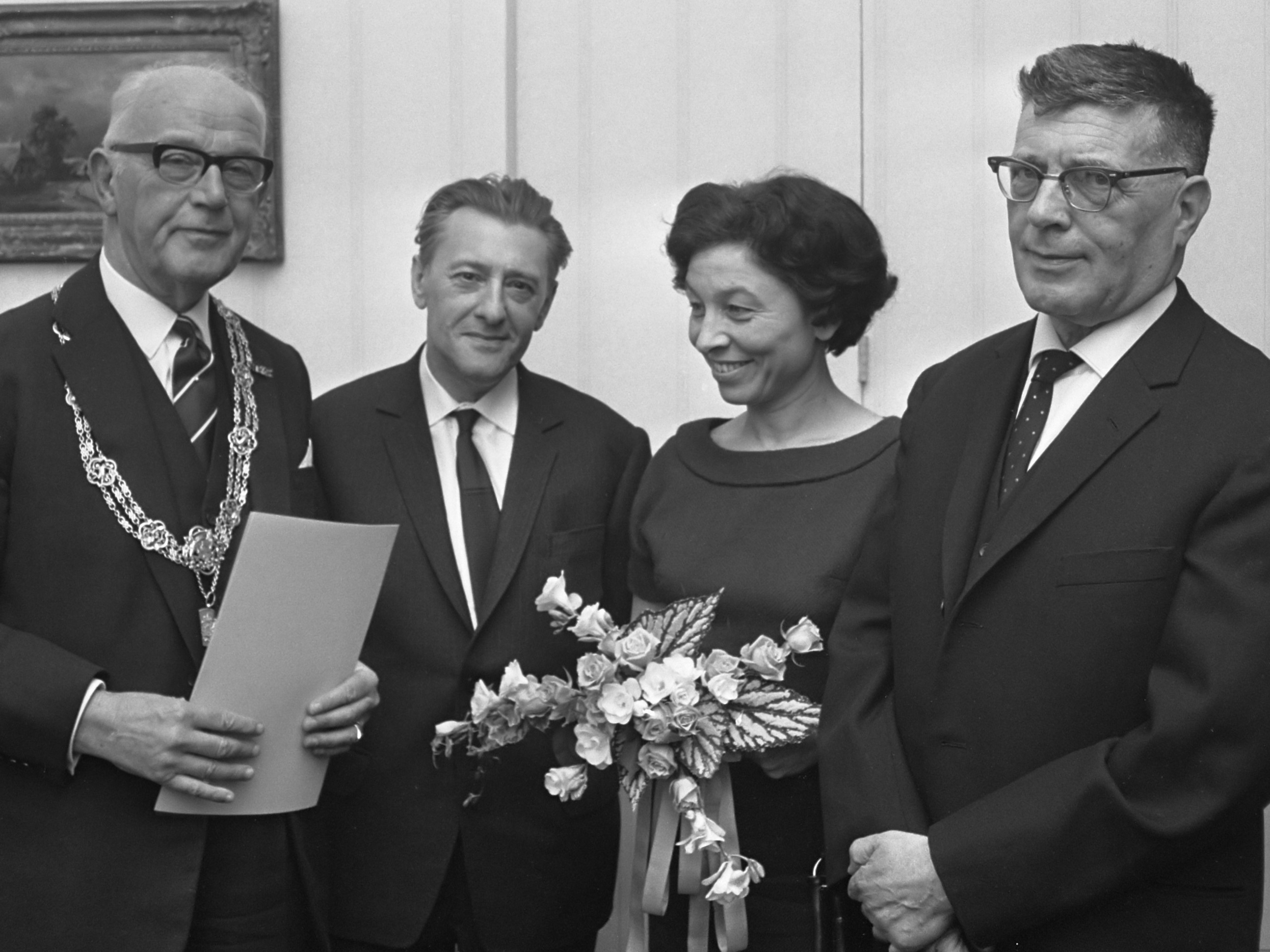
Il borgomastro dell’Aja Hans Kolfschoten, Louis Paul Boon, Hanny Michaelis e Jacques Presser alla cerimonia di premiazione della Fondazione Jan Campert (1967)

Di famiglia ebraica, è noto per una monumentale opera sull'olocausto degli ebrei olandesi e per il romanzo La notte dei Girondini.

## I primi anni
Jacques Presser nacque ad Amsterdam nel quartiere ebraico da una famiglia di modeste condizioni economiche e laica. Il padre, un operaio addetto al taglio dei diamanti, di idee socialiste (aveva anche collaborato al quotidiano Het Volk) fu licenziato a causa dell'introduzione dei macchinari nel processo produttivo e fu costretto a trasferirsi con la famiglia ad Anversa, dal 1903 al 1907, per poi rientrare ad Amsterdam nel quartiere di Transvaal. Dopo la scuola commerciale ed un impiego nel settore privato, Presser riuscì a superare l'esame di licenza liceale e ad iscriversi all'Università di Amsterdam (Letteratura Olandese e Storia) dove si laureò con lode nel 1926. Venne ammesso come docente al Liceo Vossius Gymnasium, da poco fondato. Nel 1936 sposò Deborah (Dé) Appel. Nel 1937 iniziò a lavorare all'opera su Napoleone.

## L'occupazione nazista
Nel 1939 pubblicò il saggio Het antisemitisme als historisch verschijnel (L'antisemitismo come fenomeno storico).
Allo scoppio della Seconda guerra mondiale non riuscì a rifugiarsi in Inghilterra con la moglie. Dopo l'invasione tedesca nei Paesi Bassi, in applicazione delle leggi razziali, il 28 novembre 1940 fu licenziato dal Liceo. Per poter pubblicare l'opera sulla Guerra degli Ottant'anni, fu costretto a farla apparire con il nome dello storico Bertus Willem Schaper (1907-1991).
All'apertura dell'unica scuola ammessa per gli ebrei, il Ginnasio ebraico (Joods Lyceum) nel ghetto, nell'autunno 1941,  fu assunto come insegnante.
Nel 1943 la moglie venne arrestata e avviata al campo di transito di Westerbork e poi al campo di sterminio di Sobibór, dove morirà. Presser fu costretto a proseguire gli anni dell'occupazione in clandestinità (nelle località di Lunteren e Barneveld).

## Il dopoguerra
Alla fine della guerra fu riassunto come insegnante al liceo (1945), pubblicò l'opera su Napoleone (1946) e fu nominato professore straordinario all'Università di Amsterdam. A causa delle sue idee comuniste la sua carriera fu bloccata fino al 1952, quando divenne professore ordinario. Nel 1959 ottenne la cattedra di Storia moderna, fino al pensionamento nel 1969.
Espresse posizioni antigovernative (in opposizione alla politica coloniale olandese in Indonesia ed al maccartismo statunitense) e collaborò alla stampa di sinistra (De Waarheid, Vrij Nederland e De Groene Amsterdammer).
Morì dopo una breve malattia nel 1970.

## Contributi storici
Oltre alle opere storiche (tra cui la monografia su Napoleone, l'opera sulla Guerra degli Ottant'anni, lo studio sugli Stati Uniti del 1949), dedicò 15 anni all'opera Ondergang (1950-1965), vasta opera storica sulla distruzione dell’ebraismo in Olanda.

## La notte dei Girondini
Primo Levi riuscì a far stampare in Italia  questo romanzo semi-autobiografico, che narra la vita nel campo di transito di Westerbork vista dal punto di vista di un ebreo assimilato che collabora con le SS nella gestione del campo.
(Primo Levi, Prefazione a La notte dei Girondini, p. 9 ss.)
(Levi p. 15)
(Jacques Presser, La notte dei Girondini, p. 46 e 78)

## Opere

### Traduzioni in italiano
- La notte dei Girondini, con traduzione e prefazione di Primo Levi, Adelphi, Milano, 1976 ISBN 9788845913372

### Opere storiche
- (DE) Das Buch "De Tribus Impostoribus" (Von den drei Betrügern), Amsterdam, H.J. Paris Publisher, 1926 (tesi di dottorato);
- (NL) De Tachtigjarige Oorlog [La Guerra degli Ottant'anni], Amsterdam, Elsevier Publishers, 1941
- (NL) Napoleon: Historie en legende [Napoleone: storia e leggenda], Amsterdam, Elsevier Publishers, 1946
- (NL) Amerika: Van kolonie tot wereldmacht [America: da colonia a potenza mondiale]. Amsterdam, Elsevier Publishers, 1949 (IV edizione aggiornata da Rob Kroes, 1976)
- (NL) Historia hodierna, Leiden, E. J. Brill Publishers, 1950
- (NL) Ondergang. De vervolging en verdelging van het Nederlandse Jodendom 1940–1945 [Sterminio. La persecuzione e la distruzione dell'ebraismo olandese 1940–1945]. The Hague: Staatsdrukkerij/Martinus Nijhoff, 1965, 2 volumi (VIII edizione 1985). Traduzioni in inglese: Ashes in the wind, London, Souvenir Press, 1968; The destruction of the Dutch Jews, New York, E.P. Dutton, 1969; Ashes in the wind, Detroit, Wayne State University Press, 1988; Ashes in the wind, London, Souvenir Press, 2010

## Filmografia
- 1970 - The Past That Lives (Dingen Die Niet Voorbij Gaan), diretto da Philo Bregstein[7]